# Puerto Serrano
Puerto Serrano is een gemeente in de Spaanse provincie Cádiz in de regio Andalusië met een oppervlakte van 80 km². In 2007 telde Puerto Serrano 7005 inwoners.

## Demografische ontwikkeling
Bron: INE, 1857-2011: volkstellingen